# Kirchberg (Luxembourg)
 (octobre 2024).
 (septembre 2020).
Si vous disposez d'ouvrages ou d'articles de référence ou si vous connaissez des sites web de qualité traitant du thème abordé ici, merci de compléter l'article en donnant les références utiles à sa vérifiabilité et en les liant à la section « Notes et références ».
Pour les articles homonymes, voir Kirchberg.
Le Kirchberg (en luxembourgeois : Kierchbierg [kiːɐɕˈbiːɐɕ] ) est l'un des vingt-quatre quartiers de Luxembourg. Situé sur un plateau relié à la Ville-Haute par le pont Grande-Duchesse Charlotte et urbanisé depuis les années 1960, il est le siège de plusieurs institutions de l'Union européenne, notamment la Cour de justice, la Cour des comptes et le Secrétariat du Parlement.
En 2025, il comptait 10 725 habitants, dont 75,1% de non-luxembourgeois.

## Situation géographique
Constitué d'un plateau situé dans la partie nord-est de la ville, il est aujourd'hui le cœur de la place bancaire et financière internationale que le pays constitue.
Il est relié au Limpertsberg et au centre-ville via le pont Grande-Duchesse Charlotte (appelé plus communément pont rouge, de la couleur de l'anti-rouille qui recouvre le pont depuis sa construction) qui enjambe la vallée de la rivière Alzette.
Le quartier Kirchberg a une surface de 336,84 ha et est situé à la frontière nord-est de la capitale. Il confine au nord à Weimerskirch, au sud-est à Neudorf/Weimershof, au sud à Clausen, et à l’est à Pfaffenthal.

## Historique
Kirchberg est mentionné pour la première fois dans un document en 1222, et faisait partie de la section de Weimerskirch de l’ancienne commune d’Eich.
En 1875, les habitants de Kirchberg ont érigé leur première chapelle et ont ainsi tenu leur serment donné pendant l’épidémie de choléra des années 1840.
Le Kirchberg vivait surtout d’agriculture à l’origine. Son développement urbanistique est étroitement lié au fait que, dès 1952, Luxembourg est le lieu de travail de la Communauté européenne du charbon et de l’acier, le précurseur de l’Union européenne.
Dans les années 1960, le Fonds d’urbanisation et d’aménagement du plateau de Kirchberg est créé, qui est toujours responsable aujourd’hui pour le développement du Kirchberg. Le plateau du Kirchberg a accueilli en premier lieu les bâtiments des institutions européennes installées au Luxembourg : Cour de justice de l'Union européenne, Cour des comptes européenne, Secrétariat général du Parlement européen, Banque européenne d'investissement (BEI), École européenne, Eurostat, etc.
Depuis la fin des années 1980, sous la houlette du Fonds d'urbanisation et d'aménagement du Plateau de Kirchberg et porté par un secteur bancaire dynamique, le quartier a connu un nouvel essor et s'est ouvert à de nouvelles activités. Il est devenu aujourd'hui un quartier résidentiel, culturel (avec la Salle Philharmonique ainsi que le Musée d'art moderne grand-duc Jean — dit Mudam — dessiné par Ieoh Ming Pei) mais aussi et surtout institutionnel et d'affaires (institutions européennes, banques, institutions financières et assurances y siégeant sont très nombreuses).
Le Kirchberg est également un quartier de loisirs. Des salles multisport et une piscine olympique (le tout regroupé sous le nom de La Coque) font de ce complexe sportif le plus grand et important du pays. Kinepolis (anciennement Utopolis) est un multiplexe composé de 10 salles et fut le premier multiplexe en Europe à avoir équipé la totalité de ses écrans avec les standards de la projection numérique. Un centre commercial du groupe Auchan, situé au cœur du quartier, est l'un des plus grands du pays.
Le Kirchberg est aussi un modèle concernant l'urbanisme et l'architecture ainsi que pour l'art. On y trouve notamment le Mudam (un musée d'Art moderne ouvert en 2006) ainsi qu'un auditorium philharmonique.

## Transport
Le quartier est situé à deux pas de l'aéroport de Luxembourg-Findel. Il est, depuis le 10 décembre 2017, principalement desservi par le tramway, entre les stations Luxexpo et Rout Bréck – Pafendall (à proximité du pont grande-duchesse Charlotte) via l'avenue John F. Kennedy ; le tramway est relié à la gare de Pfaffenthal-Kirchberg située sur la ligne 1 par le funiculaire homonyme et à l'aéroport. En complément, de nombreuses lignes de bus des AVL et du RGTR relient le quartier à la Ville-Haute et aux villages avoisinants.

## Éducation
Un des campus de l’Université du Luxembourg se situe au Kirchberg, ainsi qu’une des deux écoles européennes situées au Luxembourg.

## Images

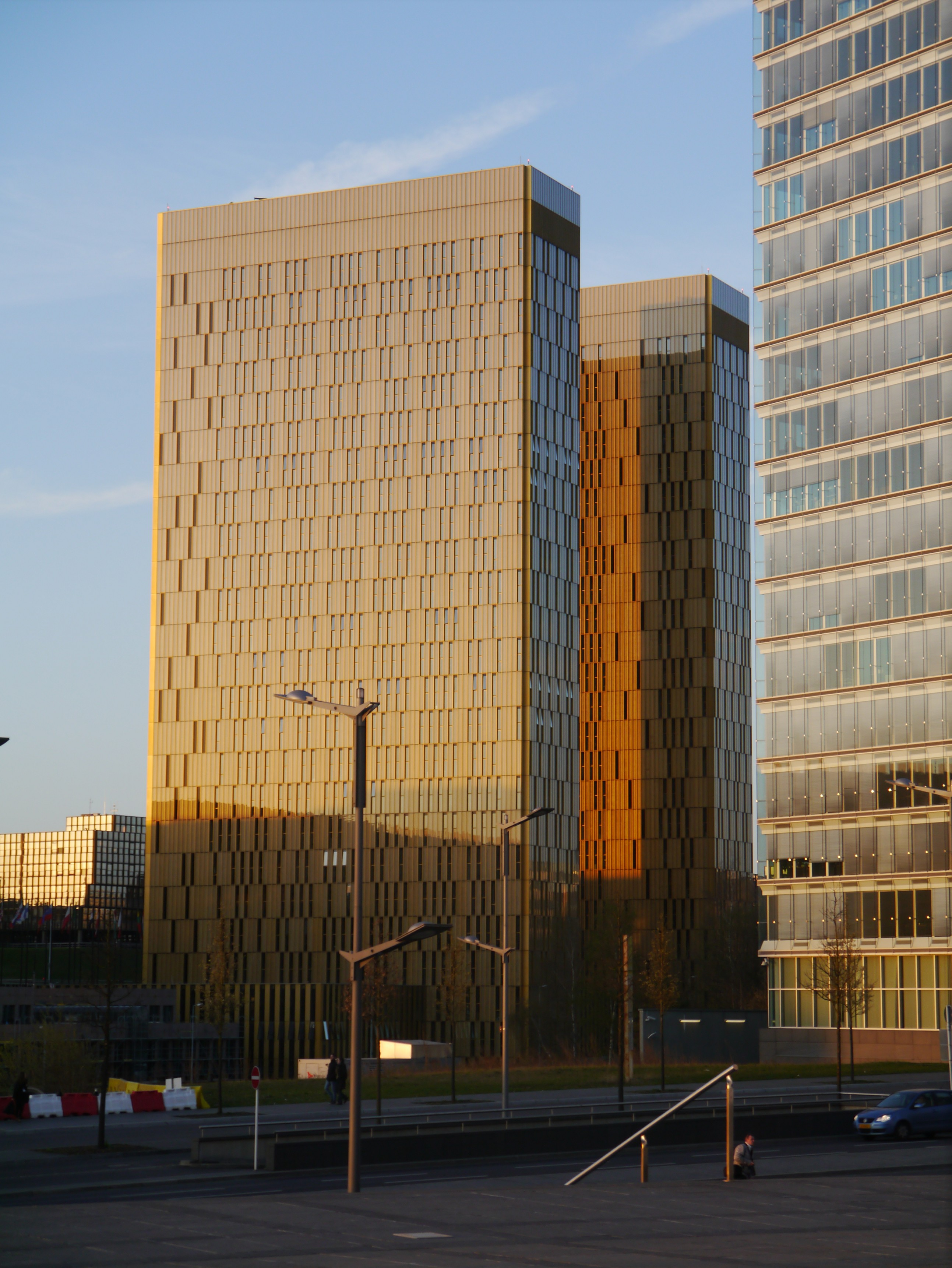
Bâtiments de la Cour de justice de l'Union européenne.
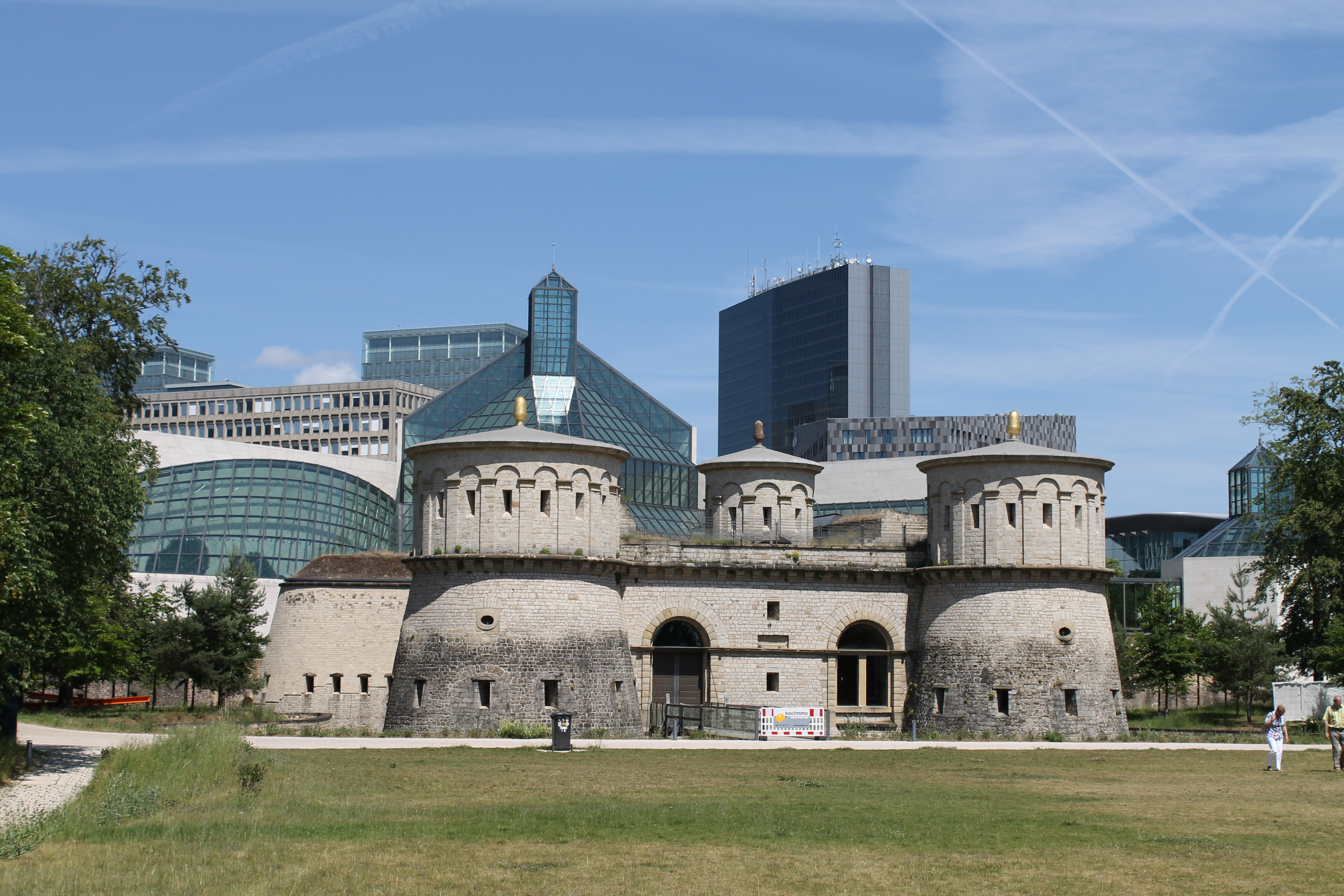
Le Mudam (Musée d'art moderne Grand-Duc Jean), située dans le Fort Thüngen.
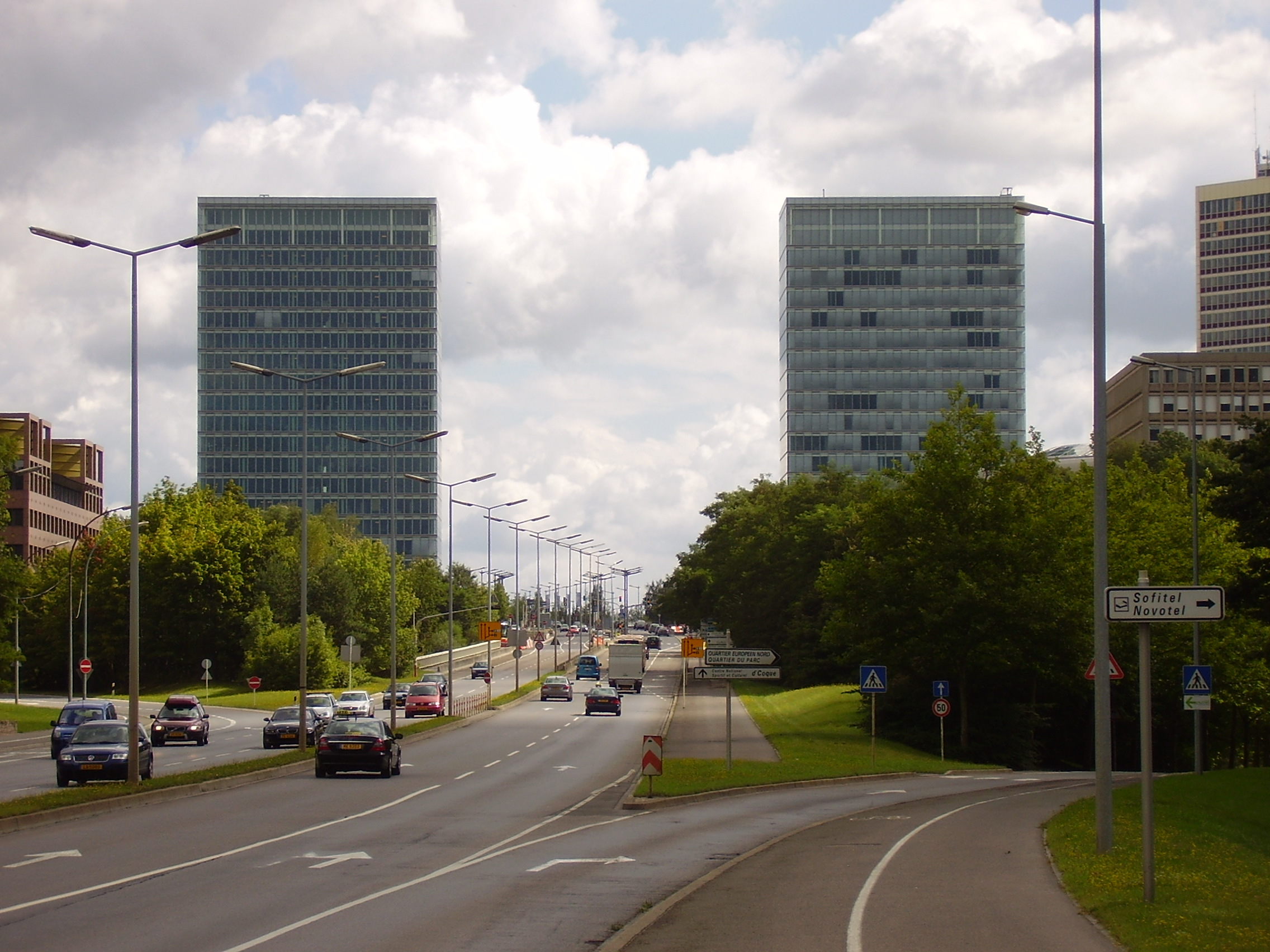
L'entrée du quartier européen sur le boulevard Kennedy.
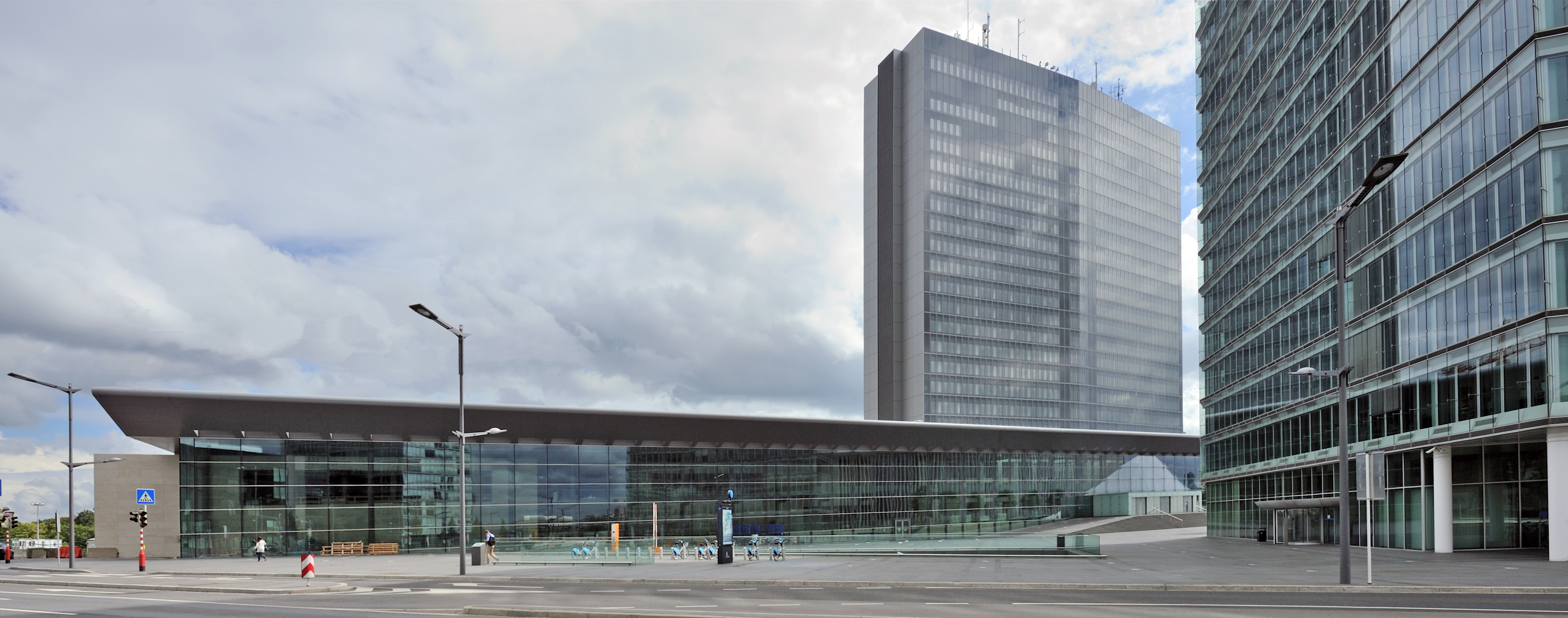
Le bâtiment Alcide de Gasperi, un temps plus haut bâtiment du Luxembourg.